# Simona Ghisletta
Simona Ghisletta (Suiza - 11 de junio de 1975) es una árbitra de fútbol suiza internacional FIFA desde el 2010, dirige como asistente los partidos de la Challenge League.

## Torneos de selecciones
Ha arbitrado en los siguientes torneos de selecciones nacionales:
- Clasificatorios y fase final del Campeonato Europeo Femenino Sub-17 de la UEFA 2010-11
- Clasificatorios y fase final del Campeonato Europeo Femenino Sub-19 de la UEFA 2012
- Clasificatorios para la Eurocopa Femenina 2013
- Clasificatorios para el Campeonato Europeo Femenino Sub-19 de la UEFA 2013
- Clasificación de UEFA para la Copa Mundial Femenina de Fútbol de 2015
- Clasificación para la Eurocopa Femenina 2017
- Clasificación de UEFA para la Copa Mundial Femenina de Fútbol de 2019
- Clasificación para la Eurocopa Femenina 2021

## Torneos de clubes
Ha arbitrado en los siguientes torneos internacionales de clubes:
- Liga de Campeones Femenina de la UEFA